# Luigi Faure
Pour les articles homonymes, voir Faure.
Luigi Faure, né en 1898 à Sauze d'Oulx et mort le 8 avril 1946, est un skieur nordique italien. Il a pratiqué le ski de fond, le combiné nordique et le saut à ski. 

## Biographie
Né à Sauze d'Oulx, il représente le club de ski local.
Il a participé aux Jeux olympiques d'hiver de 1924 à Chamonix, où il a terminé 17e de la compétition de saut sur tremplin normal. Il remporte aussi sept titres de champion d'Italie.
Dans les années 1940, il fonda le magasin Faure sport dans sa ville natale. 

## Palmarès

### Saut à ski
- 1924 : champion d'Italie
- 1925 : champion d'Italie
- 1926 : champion d'Italie
- 1927 : vice-champion d'Italie

### Combiné nordique
- 1924 : champion d'Italie
- 1925 : champion d'Italie
- 1926 : champion d'Italie
- 1927 : champion d'Italie

### Ski de fond
- 1924 : vice-champion d'Italie
- 1926 : vice-champion d'Italie